# Fushë Kuqe
Fushë Kuqe es una localidad albanesa, constituida desde 2015 como una de las unidades administrativas del municipio de Kurbin. La población de la unidad administrativa es de 5460 habitantes (censo de 2011).
Se ubica en la costa del mar Adriático, unos 5 km al oeste de la capital municipal Laç.

## Localidades
La unidad administrativa contiene las siguientes localidades:
- Fushë-Kuqe
- Adriatik
- Gurëz
- Gorre
- Patok